# Kanton Montauban-1
Der Kanton Montauban-1 ist seit 1973 ein französischer Wahlkreis im Arrondissement Montauban, im Département Tarn-et-Garonne und in der Region Okzitanien. Vertreter im Generalrat des Départements ist seit 2004 Roland Garrigues (PS).

## Gemeinden
Der Kanton besteht aus dem nordwestlichen Teil der Stadt Montauban und hat 20.349 Einwohner (Stand: 2022).
Bis zur landesweiten Neuordnung der französischen Kantone im März 2015 gehörten zum Kanton Montauban-1 die drei Gemeinden Lamothe-Capdeville, Montauban und Villemade. Er besaß vor 2015 einen anderen INSEE-Code als heute, nämlich 8215.